# Iglesia de Santiago (Calatayud)
La iglesia de Santiago fue un edificio situado en la ciudad española de Calatayud, en la provincia de Zaragoza.

## Descripción
El edificio se encontraba en la ciudad española de Calatayud, perteneciente a la provincia de Zaragoza. Se menciona en el quinto volumen del Diccionario geográfico-estadístico-histórico de España y sus posesiones de Ultramar de Pascual Madoz, en la entrada correspondiente a Calatayud, con las siguientes palabras:

Santiago: parr. antiquísima, sit. al NE. en la calle de este nombre; sirvenla 3 beneficiados con el cargo de cura de almas en su capítulo y un sacristan: el edificio consta de 3 naves góticas y demuestra haber sufrido muchas reformas y modificaciones; algunas particularidades de su obra dan lugar á sospechar con fundamento, que tambien fuese mezquita de los moros.
(Madoz, 1846, p. 262)